# WCW World Tag Team Championship
WCW World Tag Team Championship var en verdensmesterskabstitel for tagteams hos World Championship Wrestling (WCW), og med sin oprindelse i National Wrestling Alliance (NWA) eksisterede den fra 1975 til 2001. Titlen var den originale VM-titel for tagteams i WCW og forblev aktiv indtil den blev forenet med WWF Tag Team Championship i 2001. 
WCW World Tag Team Championship var oprindeligt kendt under navnet NWA World Tag Team Championship i wrestlingorganisationen Mid-Atlantic Championship Wrestling, der blev styret af Jim Crockett Promotions og var medlem af National Wrestling Alliance. På dette tidspunkt havde NWA ikke andre VM-titler for tagteams, og derfor fik Mid-Atlantic Championship Wrestling og Jim Crockett Promotions lov til at henvise til titlen som NWA World Tag Team Championship. VM-titlen blev introduceret i 1975, og tagteamet Minnesota Wrecking Crew vandt VM-bælterne som de første i januar 1975. VM-titlen blev omdøbt til WCW World Tag Team Championship i 1991, da Ted Turner købte Jim Crockett Promotions, som i den forbindelse blev omdøbt til World Championship Wrestling, og WCW stoppede samarbejdet med National Wrestling Alliance. VM-bælterne blev herefter udelukkende forsvaret i WCW og var organisationens eneste VM-titel for tagteams. I marts 2001 blev World Championship Wrestling opkøbt af World Wrestling Federation (WWF), hvor man i starten kaldte titlen for WCW World Tag Championship, inden den i november 2001 blev forenet med WWF's egen VM-titel for tagteams, WWF Tag Team Championship. De sidste indehavere af WCW's VM-titel for tagteams blev Dudley Boys.